# Nissan Pathfinder
Nissan Pathfinder — полноразмерный кроссовер японской компании Nissan, производство тогда ещё внедорожника, началось в 1985 году. У автомобиля существует пять поколений. В современной линейке автомобилей Nissan, Pathfinder по размеру занимает место между Murano и Armada или Patrol.
Первые два поколения внедорожника (1985—2012 годов выпуска) на некоторых рынках (Японии и др.) известны под именем Nissan Terrano. В частности в России и СНГ популярны праворульные Terrano из Японии.
На базе первого поколения был создан автомобиль Nissan Mistral.
В 2013 году на рынках развивающихся стран (Россия, Индия и др.) имя Nissan Terrano было присвоено технически совсем другому автомобилю — компактному кроссоверу на базе Renault Duster.

## Первое поколение
Производство внедорожника первого поколения началось в 1985 году.

Название Pathfinder этот автомобиль получил на американском рынке, в других странах назывался Terrano. В США первое время выпускался в трёхдверном варианте, 5-дверные автомобили появились только в 1989 году (в этом же году прошла первая модернизация автомобиля).

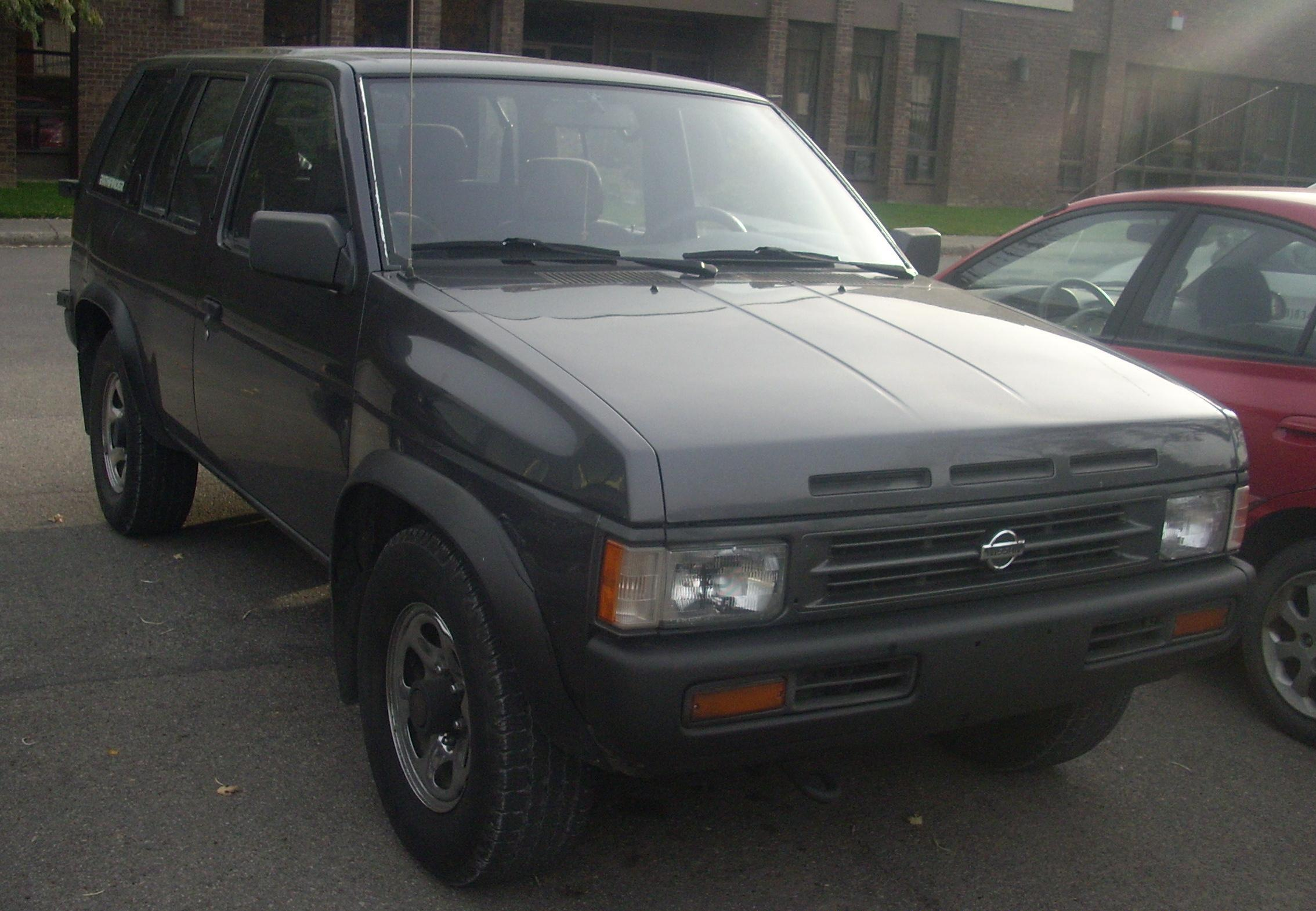
Nissan Terrano, I поколение, WD21 (10.1989 - 12.1992)

Основу конструкции составляли мощная рама, передняя подвеска автомобиля — двухрычажная, торсионная, в пружинной подвеске задних колес применялась неразъемная балка. Также в комплектацию автомобиля входили раздаточная коробка и блокировка заднего дифференциала. Nissan Pathfinder оснащали 3-литровым двигателем V6 мощностью 147 л. с.
На базе этой модели был создан автомобиль Nissan Mistral. Известный как Nissan Terrano II на европейском рынке, и как Ford Maverick на американском. Автомобиль отличается изменённым кузовом и салоном, техническая же основа едина.

## Второе поколение
Производство Nissan Pathfinder первого поколения продолжалось до 1996 года, после чего в США и Японии был показан новый автомобиль второго поколения. Изменения коснулись как внешнего облика, так и внутренней комплектации автомобиля. В основе конструкции сочетание несущего кузова и рамы.
В 1997 и 1999 годах автомобиль подвергался модернизациям. В рестайлинговых моделях отличительными чертами выступают: решетка радиатора, встроенные противотуманные фары, форма крышка багажника (пятая дверь), форма крепления зеркал. В 2001 году под капотом Pathfinder появился новый двигатель V6 с 24 клапанами выполненный из алюминия объёмом 3,5 литра (220—240 л. с.). Двигатель оборудовали электронными системами: SOFIS, ECCS, OBDII, NCVCS, NDIS, NVIS. В паре с двигателем применяется два варианта КПП: 5-скоростная ручная КПП и 4-скоростная автоматическая. Также появилось множество электрических устройств: дверные замки с подогревом, сенсор автоматического включения фар в зависимости от освещения, сигнализация Vehicle Security System (VSS), управляемая с брелока, кондиционер с климат-контролем, подогрев заднего пассажирского сиденья.

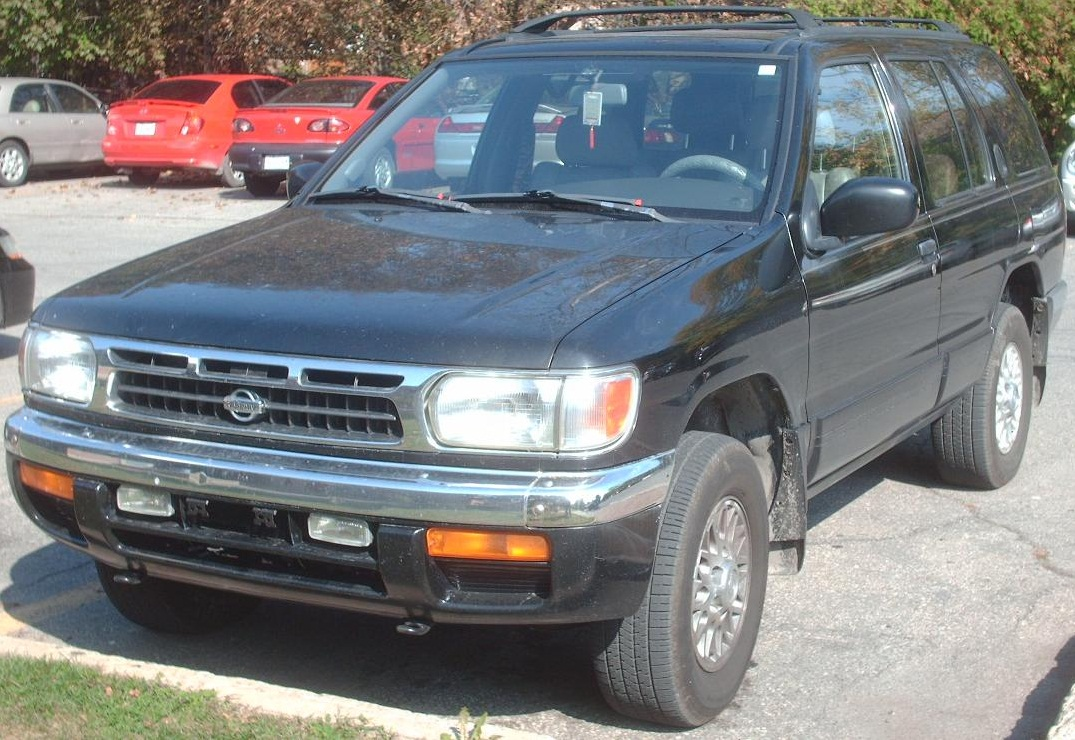
R50 Дорестайлинг: 01.1996 - 12.1999
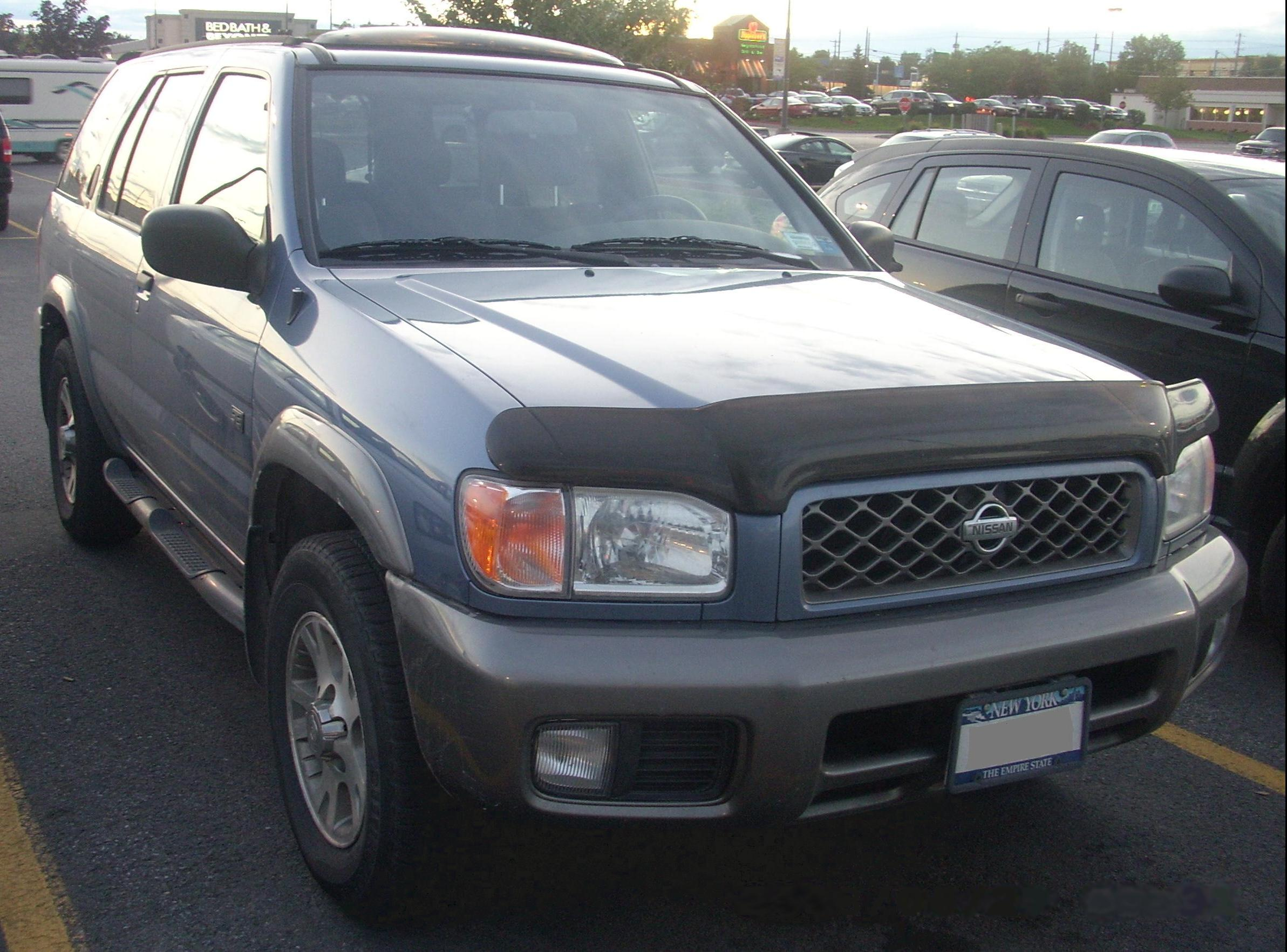
R50 первый рестайлинг: 01.1999 - 12.2002
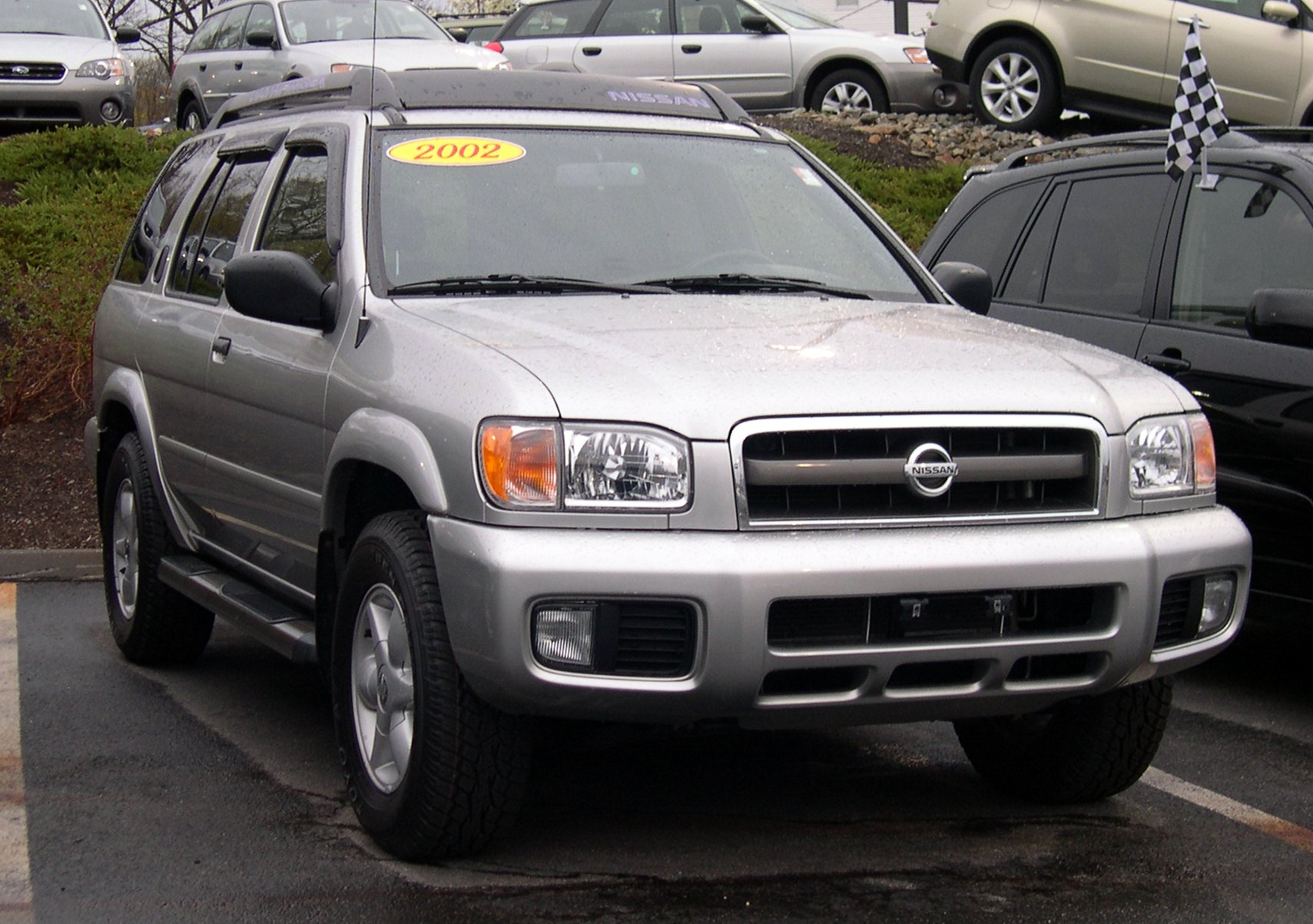
R50 второй рестайлинг: 01.2002 - 12.2004

## Третье поколение
В 2005 году на североамериканском международном автосалоне Nissan представил полностью новый Pathfinder (R51). Начиная со следующего поколения название Pathfinder одно единственное для всех рынков. Для европейского рынка Pathfinder собирали на заводе Nissan Motor Iberica S.A. в Испании. С осени 2004 года Nissan Pathfinder собирали на заводе в Смирне, штат Теннесси.

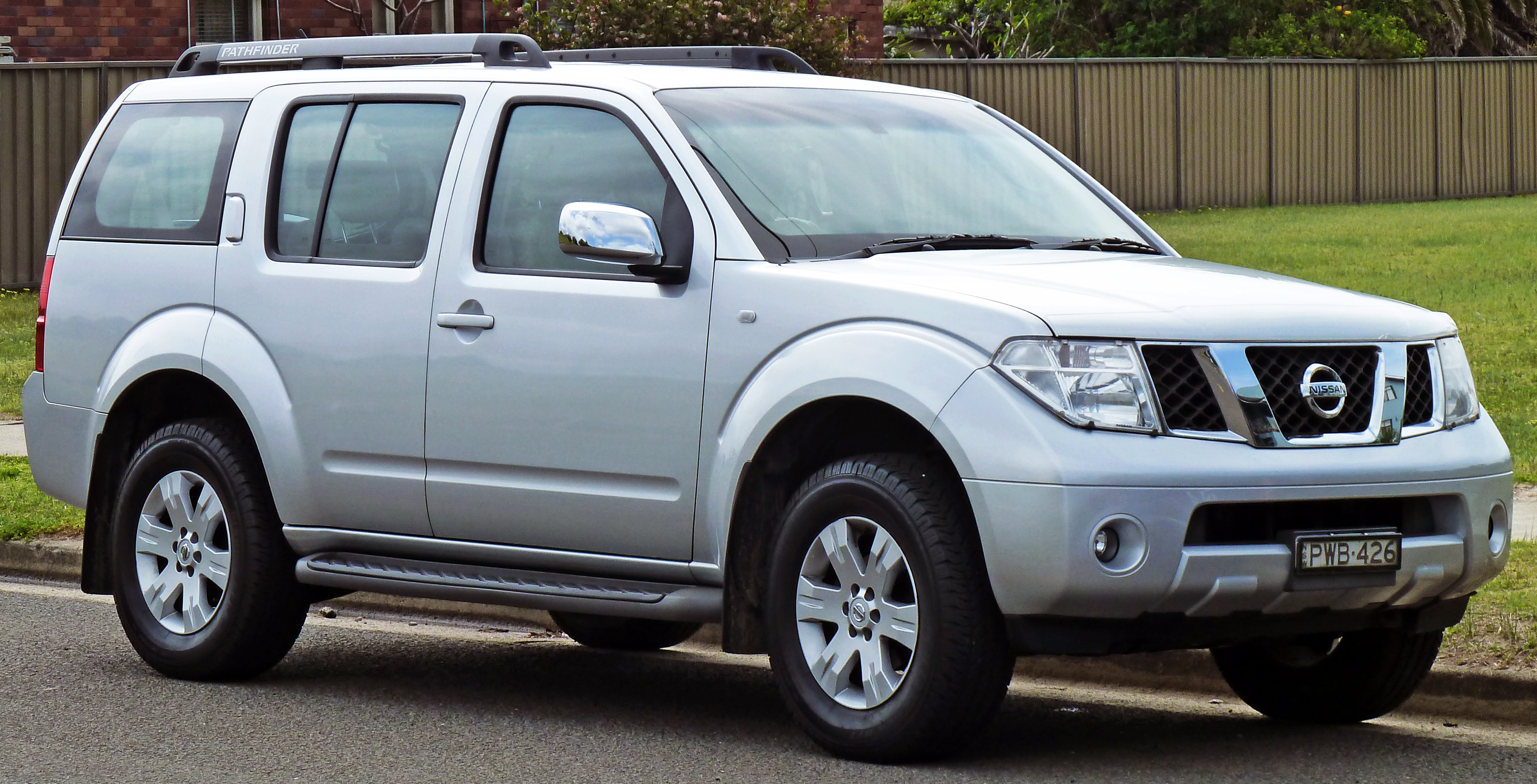
Nissan Pathfinder (R51)

Автомобиль был построен на базе пикапа Nissan Navara. В основе машины конструкция с рамой, независимая, с мощными пружинами и стабилизаторами подвеска на двойных треугольных рычагах, реечный рулевой механизм с довольно коротким передаточным отношением, система полного привода ALL MODE 4х4, успешно зарекомендовавшая себя на таких моделях как X-Trail и Murano, 6-ступенчатая механическая и 5-ступенчатая автоматическая коробки передач. Автомобиль получил систему контроля дроссельной заслонки, не допускающей её резкое открытие в случае плохого сцепления шин с дорогой, а также систему курсовой устойчивости, адаптированную под работу в условиях бездорожья. Pathfinder получил новую несущую раму из стальных профилей. В целом автомобиль стал крупнее своего предшественника, появилась возможность разместить третий ряд сидений, благодаря широким возможностям по трансформации существует 64 варианта различного построения салона.
Nissan Pathfinder комплектовался двумя вариантами силовых агрегатов: турбодизелем объёмом 2,5 литра мощностью 174 л. с. и бензиновым мотором объёмом 4 литра мощностью 269 л. с. В паре с дизелем могут работать как МКПП, так и АКПП, а бензиновая версия оснащается только АКПП.
В 2006 году автомобиль был сертифицирован, и начались его официальные продажи в РФ.
Американские и средневосточные автомобили прошли рестайлинг в 2008 году, а европейские и японские — в 2007 году (доработка дизельных двигателей и мелкие косметические изменения) и в 2010 году. На американском рынке в 2008 году гамма силовых агрегатов пополнилась бензиновым мотором V8 объёмом 5,6 литра и мощностью 310 л. с. в паре с АКПП. Также модель дополнена новой приборной панелью, более качественными материалами отделки, 7-дюймовым ЖК-дисплеем, новой музыкальной установкой, а также 18-дюймовыми колесными дисками, входящими в стандартную комплектацию. В 2010 году мощность 2,5-литрового дизеля была повышена до 190 л. с. и добавлен ещё один двигатель с воспламенением от сжатия — 3-литровый V6 мощностью 231 л. с. в паре с новейшей 7-ступенчатой АКПП.

### Безопасность
Автомобиль прошёл тест Euro NCAP в 2006 году:
| Euro NCAP                                         | Euro NCAP | Euro NCAP | Euro NCAP |
| ------------------------------------------------- | --------- | --------- | --------- |
| Рейтинги                                          | Пассажир  |           | 32        |
| Рейтинги                                          | Ребёнок   |           | 32        |
| Рейтинги                                          | Пешеход   |           | 18        |
| Протестированная модель: Nissan Pathfinder (2006) |           |           |           |

## Четвёртое поколение

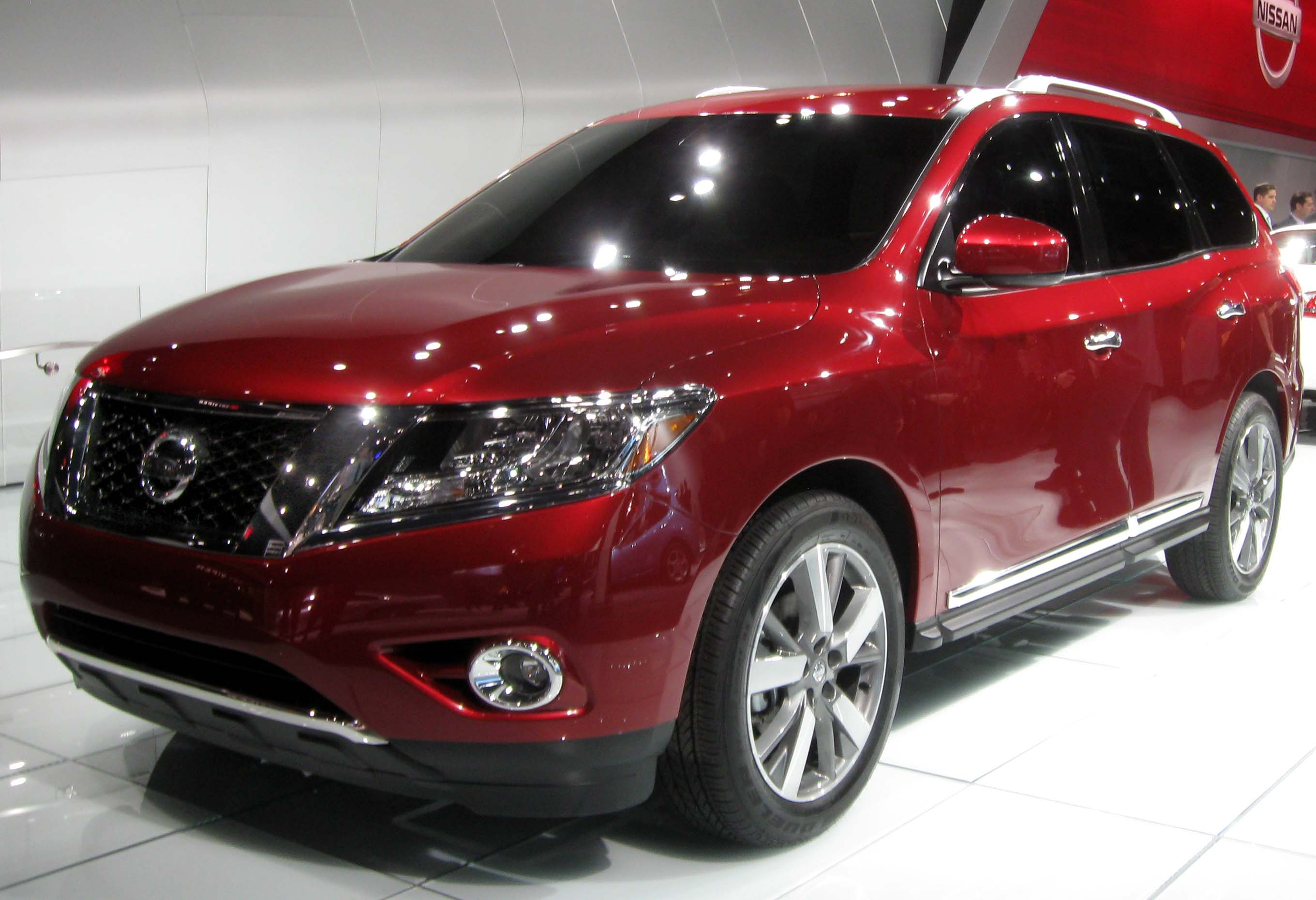
Концепт 2013 года

Четвёртое поколение модели Nissan Pathfinder (R52) начали делать на заводе в США в 2012 году. Концепт Nissan Pathfinder четвёртого поколения был показан в 2013 году. Серийная модель была показана в 2014 году.
Nissan Pathfinder четвёртого поколения продаётся с 3,5 л V-образным 6-цилиндровым двигателем, мощностью в 249 л. с. Также продаётся с 2,5-литровым рядным 4-цилиндровым двигателем, мощностью в 250 л. с. Максимальная скорость — 190 км/ч.
У Pathfinder также есть 2 трансмиссии: первая — механическая 6х ступенчатая; вторая — автоматическая вариатор 5х ступенчатая.
В России новый Pathfinder начал производиться в 2014 году, но в 2016 году производство прекращено. Это был первый серийный автомобиль российского производства с гибридной силовой установкой. В России было продано 1505 экземпляров кроссовера Pathfinder.

### Рестайлинг
Обновлённый в 2017 году Nissan Pathfinder (R52) поступил в продажу на американском рынке. Nissan обновили дизайн, добавили дополнительное оборудование и полностью переработали двигатель автомобиля.
Автомобиль предлагался в 4 комплектациях:
- S — включает в себя мультимедийную систему с 8-дюймовым экраном и автоматический 3-зонный климат-контроль. Установка системы полного привода увеличивала цену до 2 117 000 руб.
- SV — предлагала электропривод регулировок водительского кресла в восьми направлениях, зеркало заднего вида с функцией автозатемнения и противотуманный свет. Стоимость за переднеприводое исполнение 2 182 000 руб., за полноприводное исполнение 2 192 000 руб.
- SL — получила кожаную обивку первого и второго ряда сидений, систему автоматического открытия багажника, систему кругового видеообзора. Цена версии с передним приводом равна 2 379 000 руб., с полным составляет 2 488 000 руб.
- Platinum — оснащена 20-дюймовыми колесами, светодиодной головной оптикой, навигацией, акустической системой Bose с 13 динамиками, деревянной отделкой, панорамной крышей и набором вспомогательных систем, включая адаптивный круиз-контроль. Цена модели с передним приводом составляет 2 780 000 руб., с полным приводом — 2 890 000 руб.

## Пятое поколение
Пятое поколение Nissan Pathfinder было публично представлено производителем 4 февраля 2021 года.
Технически Nissan Pathfinder R53 сохранил платформу от предыдущего поколения, которая имеет усиленный несущий кузов, а не рамную конструкцию, как в моделях 1-3 поколений. Дизайн экстерьера и интерьера был полностью переработан и выдержан в едином стиле с остальными кроссоверами и внедорожниками Nissan 2021 модельного года. Габариты автомобиля: 5 004 мм х 1 978 мм х 1 810 мм. Длина колесной базы — 2 900 мм.
Nissan Pathfinder R53 оснащается 3,5-литровым атмосферным бензиновым двигателем V6 VQ35DD,. и крутящим моментом 340 Нм. Трансмиссия вариаторного типа, которая устанавливалась в 4-е поколение модели, была заменена на 9-ступенчатую автоматическую трансмиссию HP450 производства компании ZF. Автомобиль оснащается как полным, так и передним приводом, в зависимости от комплектации. В первом случае он обладает интеллектуальной системой полного привода Intelligent 4x4 с 7-позиционным селектором переключения режимов вождения. Передняя подвеска — типа Макферсон, задняя — независимая многорычажная.
Салон оснащен тремя рядами сидений, конфигурация которых может быть адаптирована как для семи пассажиров (2-2-3), так и для восьми (2-3-3). Отделка сидений может быть как тканевой, так и кожаной, в зависимости от комплектации. Технологическое оснащение включает электронную приборную панель диагональю 12.3 дюйма, проекционный дисплей с диагональю 10.8 дюймов, мультитач-дисплей с диагональю 9 дюймов. Также доступна система помощи водителю Nissan ProPILOT Assist и Nissan Safety Shield® 360.

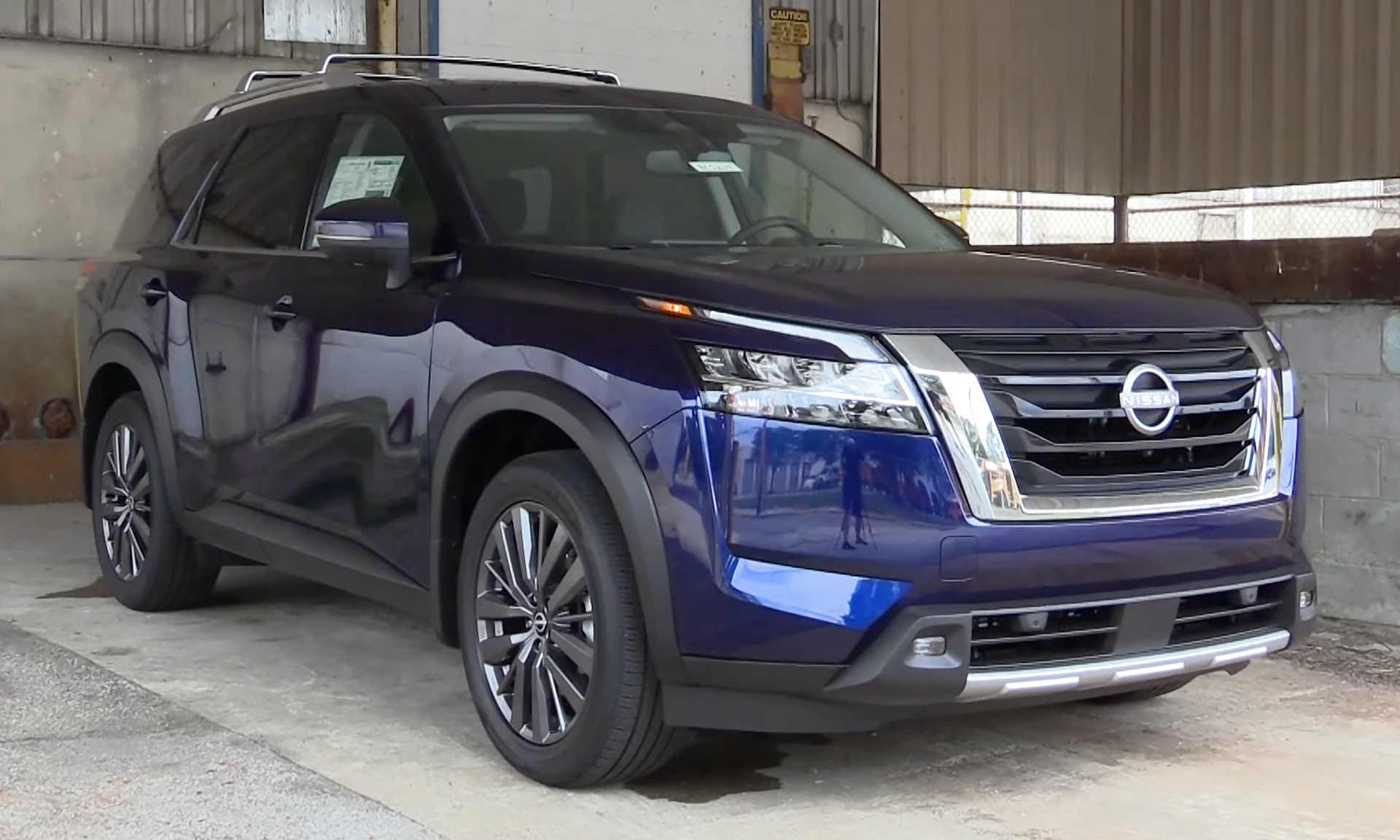
Nissan Pathfinder R53

Первый серийный экземпляр Nissan Pathfinder R53 сошел с конвейера 13 мая 2021 года на заводе Nissan Smyrna Assembly Plant. Данная модель Nissan производится на этом предприятии с 2004 года и по данным производителя будет выпускаться только в США. Двигатель для Nissan Pathfinder R53 производится на заводе Decherd Powertrain Assembly Plant в городе Дечерд, штат Теннесси, США.
Рекомендованная розничная стоимость для Nissan Pathfinder R53 2022 модельного года в США была объявлена производителем 9 июля 2021 года. Она начинается от 33 410 USD за переднеприводную версию в комплектации S 2WD и доходит до суммы 48 090 USD за полноприводную версию в комплектации Platinum 4WD.
Розничная стоимость Nissan Pathfinder R53 в России станет известна в III квартале 2021 года, а начало продаж заявлено на IV квартал 2021 года.
Данная модель на период с 2021 по 2022 год стала флагманом бренда Nissan в России.